# Ford Cargo
Ford Cargo (рус. Форд Карго) — семейство средне- и крупнотоннажных грузовых автомобилей, выпускаемых компанией Ford Trucks с 1981 года и обладающих титулом «International Truck Of the Year 1982». Первое поколение Cargo выпускалось в Великобритании. В последующем производство было налажено в США, Бразилии, Турции и других странах.

## Великобритания

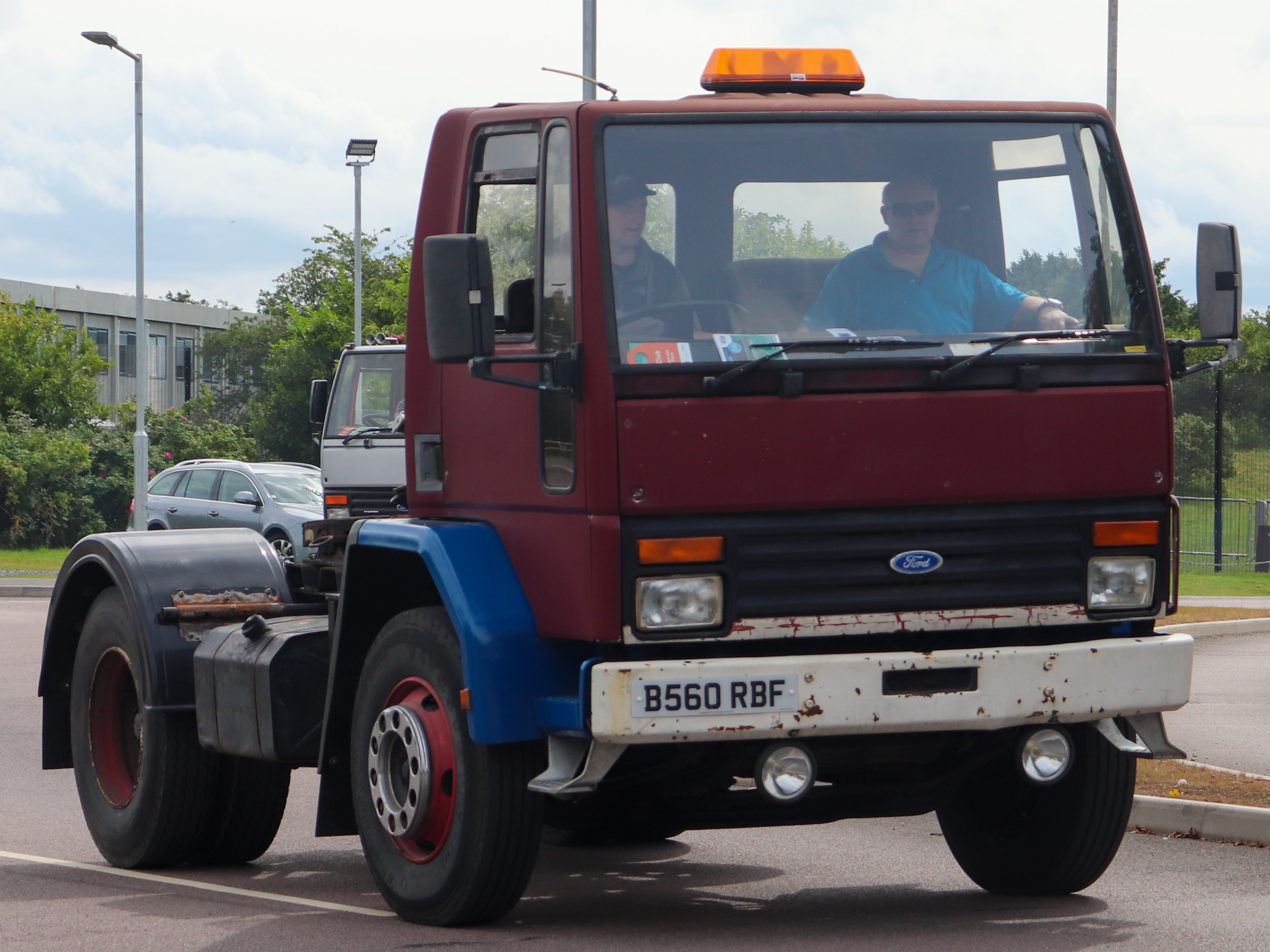
Ford Cargo 1615, 1985 г.в.

Над дизайном первого поколения Cargo работал Патрик Ле Кеман, известный дизайнер таких автомобилей как Ford Sierra и Renault Twingo. Стиль Cargo следовал семейному облику автомобилей Ford европейского рынка с характерной чёрной решёткой радиатора «Aeroflow» с жалюзи. Ещё одной отличительной чертой оригинального дизайна были боковые окна, передняя часть которых доходила почти до уровня пола, что способствовало улучшению обзорности при движении в городских условиях.
С прекращением производства модели Transcontinental в 1983 году компания British Ford представила ряд тяжёлых тягачей Cargo полной массой от 28 до 38 тонн. 38-тонные машины оснащались двигателем Cummins L10, а 28- и 32-тонные — как двигателями Cummins, так и Perkins, или дизельными двигателями Deutz с воздушным охлаждением. Более лёгкие версии Cargo имели четырёх- или шестицилиндровые двигатели Ford Dorset/Dover, начиная с агрегата мощностью 89 л. с. (66 кВт) в модели 0809.
В 1986 году Ford продал свои европейские предприятия по производству грузовиков итальянской группе Iveco, и последующие автомобили получили марку Iveco-Ford. После рецессии 1990-х годов Iveco рационализировала свои производственные операции, после чего в 1993 году производство грузовиков Ford Cargo на совместном предприятии прекратилось, Iveco-Ford Cargo были заменены линейкой Iveco Eurocargo. Завод в Лэнгли, с 1993 года выпускавший грузовики Iveco Eurocargo, окончательно закрылся в октябре 1997 года, что положило конец производству британских грузовиков Ford.

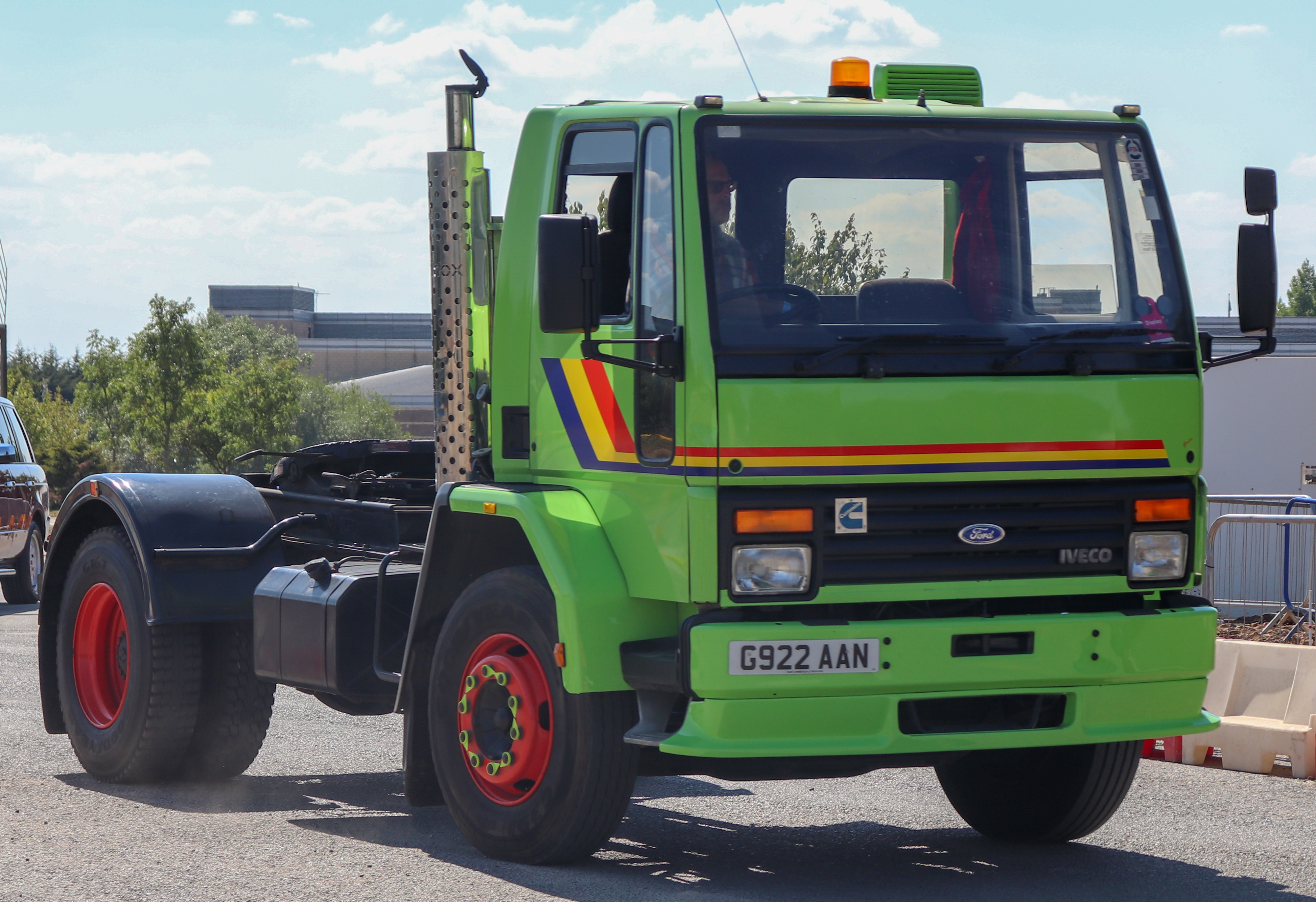
Iveco-Ford Cargo 1990 г.в. с двигателем Cummins

## США

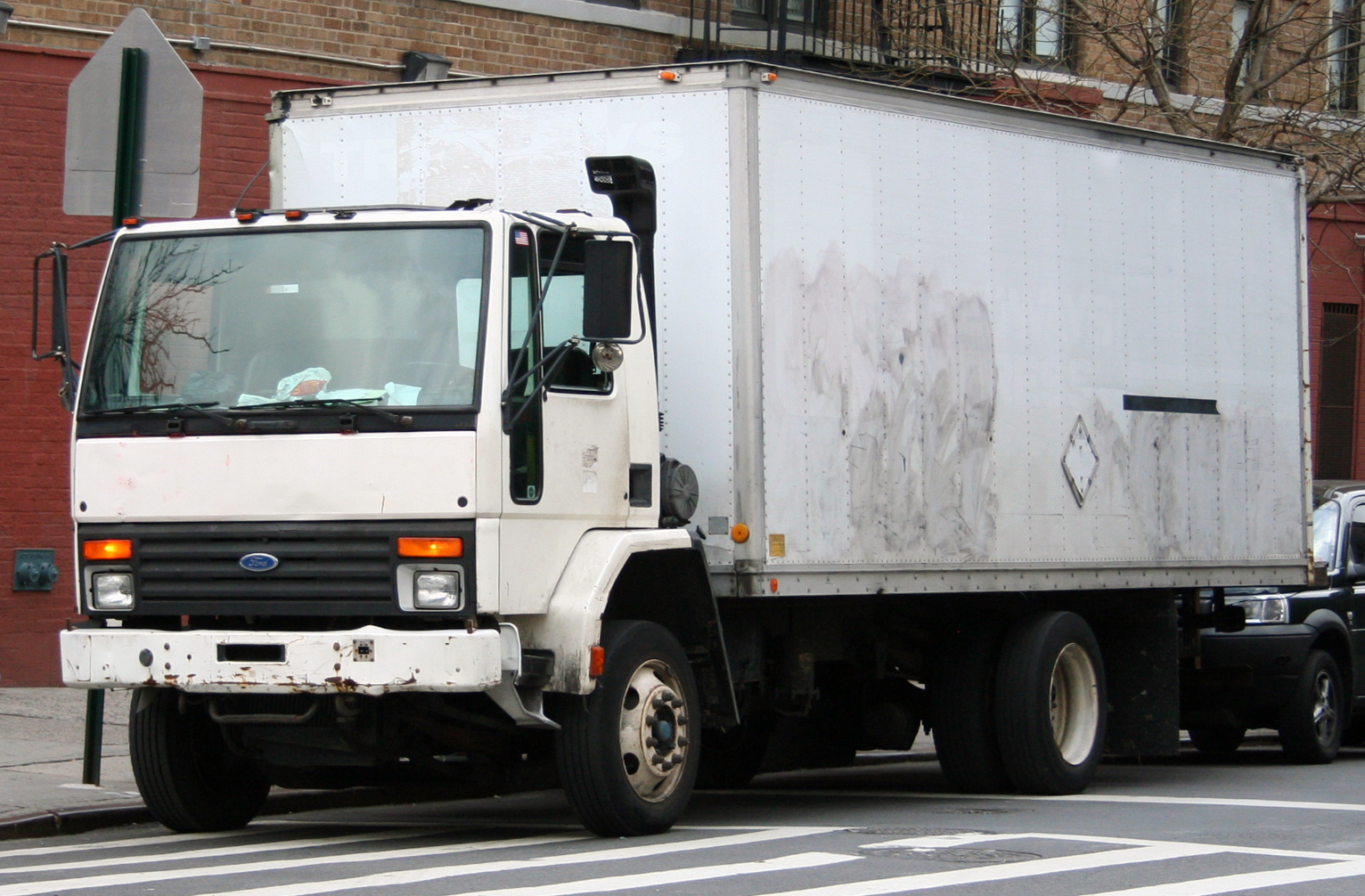
Ford Cargo в США

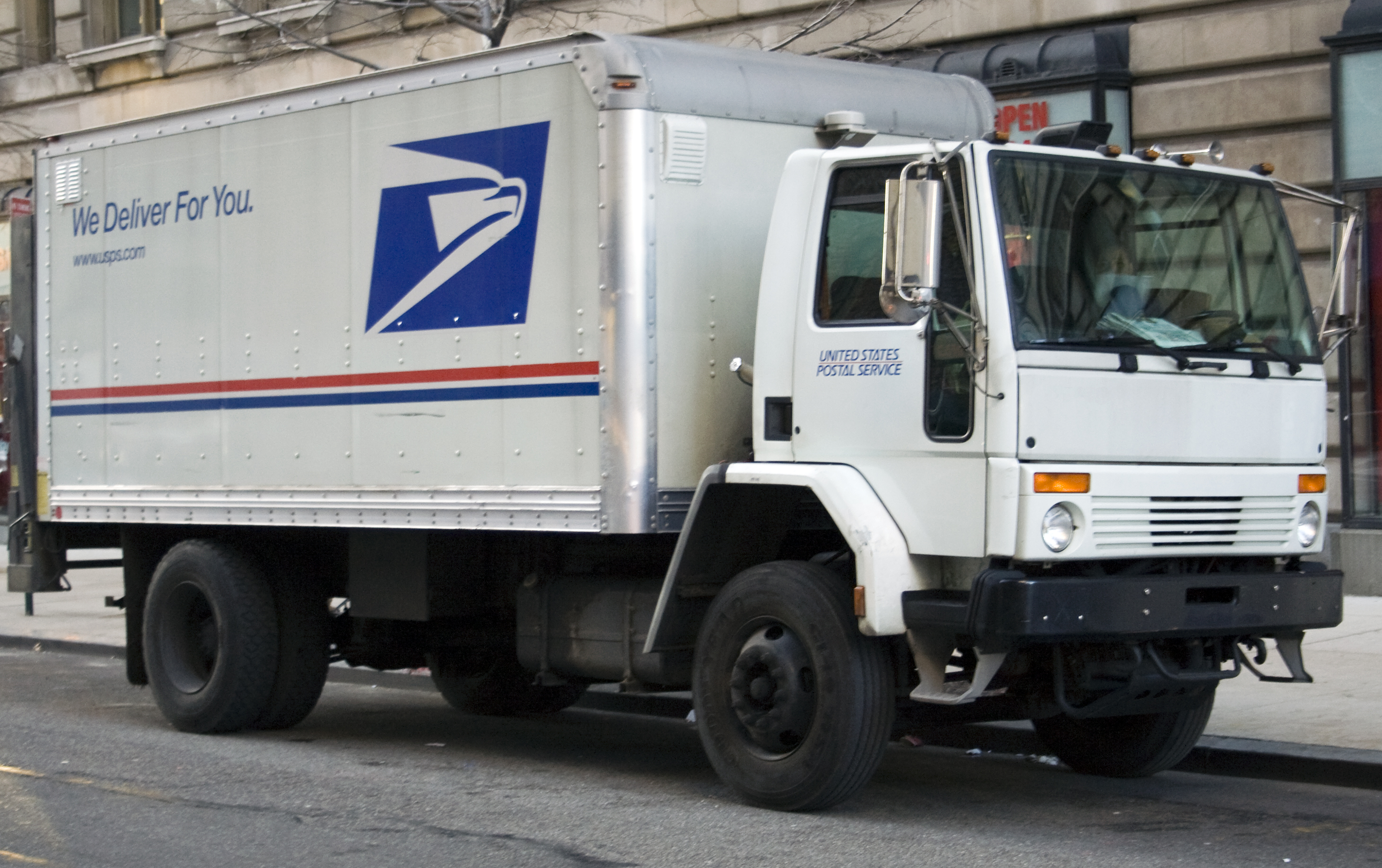
Cargo с изменённой передней маской, выпускавшийся под маркой Sterling

В конце 1985 года Ford представил Cargo, как часть своей линейки коммерческих грузовиков в США. Предназначенный для замены давно выпускаемого бескапотного грузовика серии C (практически не изменившегося с 1957 года), Cargo постепенно выводился на рынок, располагаясь в продуктовой линейке под более крупным тягачом CL-9000. Cargo стал первым грузовиком Ford в США, производство которого осуществлялась за пределами страны, а именно в Бразилии. В конце 1996 года, Ford продал права на своё грузовое подразделение компании Freightliner, и Ford Cargo стал производиться сначала под маркой Freightliner FC, а затем Sterling SC до 2007 года.

## Турция

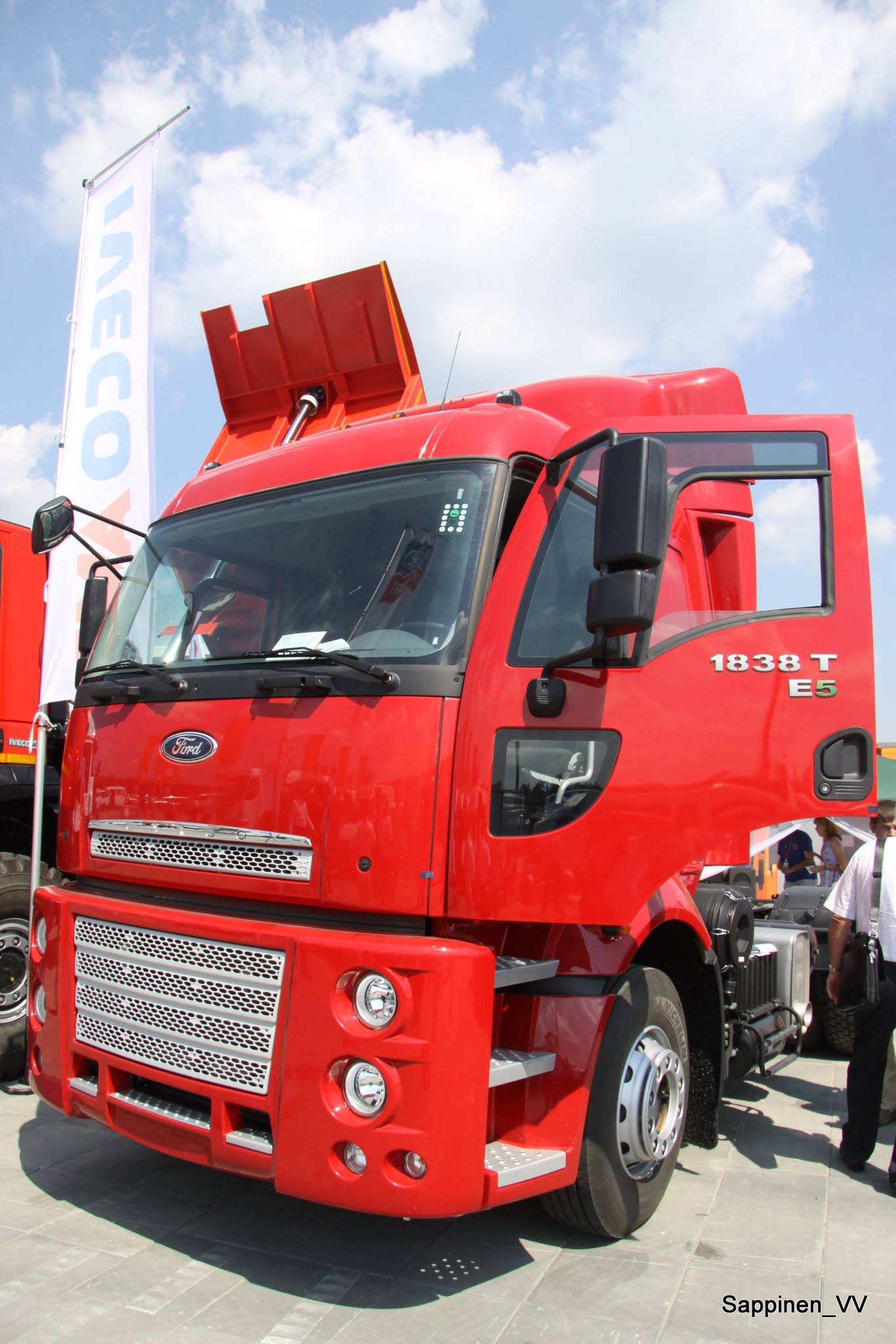
Ford Cargo 1838T на выставке Иннопром 2012

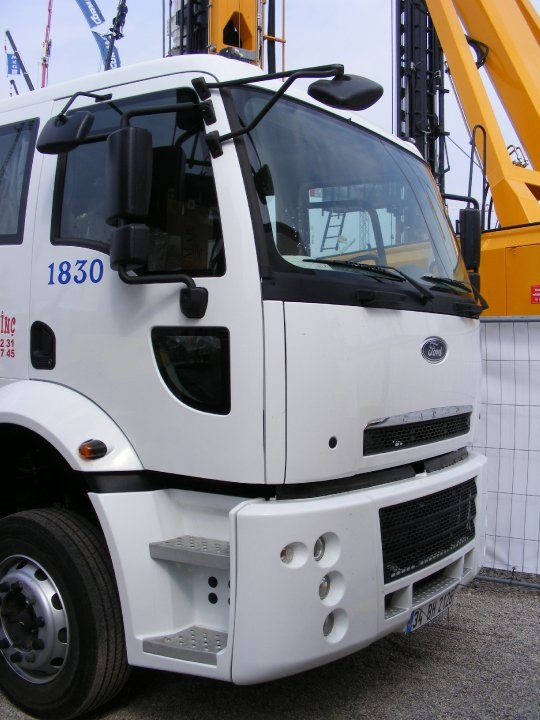
Ford Cargo 1830 образца 2003 года

С 1983 года грузовики Ford Cargo начали выпускаться в Турции, на заводе Ford Otosan в городе Эскишехире, сменив грузовики серии D. Первой на конвейер встала модель 1212, отличавшейся от европейских собратьев колёсной формулой 6х2 с третьей неведущей осью, эта особенность конструкции была обусловлена требованиями местного рынка. С увеличением доли Ford в совместном предприятии Ford Otosan, Турецкий Cargo получал всё большее развитие, появилась более тяжелая и мощная модификация: 2520, полной массой 25 тонн и двигателем мощность 200 л. с. А к 1998 году Ford Otosan обновил Cargo, изменив переднюю маску и увеличив высоту кабины. На некоторые модификации стали устанавливать дизели Deutz на 270 л. с.
В 2003 году Ford Otosan представил новый Cargo, получивший внутризаводское обозначение H298. Двигатель собственной разработки Ford Ecotorq имел объём 7,33 литра, и имел две настройки мощности 240 л. с. (840 Нм) и 300 л. с. (1100 Нм). Благодаря использованию топливной системы Common Rail от Bosch, двигатель отвечал экологическому стандарту Euro 3. На выбор предлагалось два типа механических коробок передач марки ZF: 9-ступенчатая, либо 16 ступенчатая. В задних мостах использовалось два типа дифференциалов Meritor RS186: с передаточным числом 4,30 для обычных грузовиков и с передаточным числом 4,56 для самосвалов и седельных тягачей. Блокировка дифференциала была доступна в качестве дополнительной опции. Кабина, дизайн которой разрабатывался совместно с итальянским ателье Ghia, была представлена в трёх вариантах исполнения: DC (Day Cab) — дневная кабина, без спального места; LR,SC (Low Roof Sleeper Cab) — кабина со спальным местом с низкой крышей; и HR,SC (High Roof Sleeper Cab) — кабина со спальным местом с высокой крышей. Новый модельный ряд включал в себя грузовики с колёсными формулами 4х2, 6х2, 8х2 и даже 10х2; седельный тягач был представлен только с колёсной формулой 4х2.
В 2007 Ford Otosan представил новую модель Cargo (H476). Главным нововведением стал двигатель: в линейке появился 9-литровый вариант (8,97 л) с двумя настройками мощности: 320 л. с. (1100 Нм) и 350 л. с. (1400 Нм). Прежний 7-литровый двигатель остался в линейке, но был доработан, 240-сильный вариант форсировали до 260 л.c. (840 Нм), 300-сильный вариант остался без изменений. Первоначально, двигатели соответствовали экологическому стандарту Euro 1 или Euro 3. Затем, стали появляться двигатели экологического класса Euro 4 и Euro 5 с применением технологии SCR. 9-литровые двигатели Ecotorq в варианте Euro 5 имели настройки мощности 360 и 380 л. с.
Также, в гамме появились грузовики с колёсной формулой 6х4 и 8х4. Ведущие мосты Meritor имели многолистовую рессорную балансирную подвеску. Изменения коснулись и подвески других моделей: отныне на седельных тягачах 4х2 на ведущей оси применялась пневматическая подвеска Hendrickson HA4, что вкупе с изменённой конструкцией рамы позволило достичь высоты седельно-сцепного устройства на уровне 1050—1150 мм. Автомобили 8х2 получили подвеску второй оси (подъемная, самоуправляемая) той же марки.
В 2012 году в рамках глобального обновления модельного ряда, Ford Trucks представил свой новый магистральный седельный тягач — 1846T. Дизайн модели — плод сотрудничества Ford Otosan и Ford Brasil (Бразильское подразделение Ford, где у Cargo также были сильные позиции). Поскольку на тот момент у Ford не было собственного дизельного двигателя объёмом более 9 литров, было принято решение о закупке двигателей Cursor 10 у FPT Industrial.
В 2016 году Ford Trucks провёл очередную модернизацию своего модельного ряда. Главной новинкой стал двигатель Ford Ecotorq 12,7, призванный заменить собой покупной двигатель Cursor 10. Новый рядный шестицилиндровый дизельный двигатель объёмом 12 740 см³, идёт с двумя настройками мощности — 420 л. с. и 480 л. с. Двигатель способен отвечать экологическим стандартам Euro 3, Euro 5, а также Euro 6. Для достижения норм Euro 6 на двигателе были применены системы SCR, EGR и DPF (сажевый фильтр). Двигатель Ecotorq 9 также довели до норм Euro 6. Таким образом, Ford Trucks открыл для себя возможность экспорта своих тягачей в Евросоюз, где нормы Euro 6 действовали уже с 2014 года.
Наконец, все машины модельного ряда получили единую внешность, получив её от представленного в 2012 году седельного тягача семейства H566.
Несмотря на обновлённую внешность, гамма кабин осталась прежней, и состоит из:
- Day Cab (DC) — дневная кабина
- Low Roof Sleeper Cab (LR) — кабина со спальным местом и низкой крышей
- High Roof Sleeper Cab (HR) — кабина со спальным местом и высокой крышей
- Extra High Roof Sleeper Cab (XHR) — кабина с двумя спальными местами и экстра-высокой крышей

Актуальный модельный ряд, который утратил маркетинговое обозначение Cargo, состоит из следующих моделей:
Дорожные грузовики
- 1833 (4x2)
- 1842 (4x2)
- 2533 (6x2)
- 2542 (6x2)
- 2633 (6x2)
- 2642 (6x2)
- 3233S (8x2)
- 3242S (8x2)

Седельные тягачи
- 1842T (4x2)
- 1848T (4x2)
- 3542T (6x4)
- 3548T (6x4)

Строительные грузовики
- 3542 (6x4)
- 4142 (8x4)

## Галерея

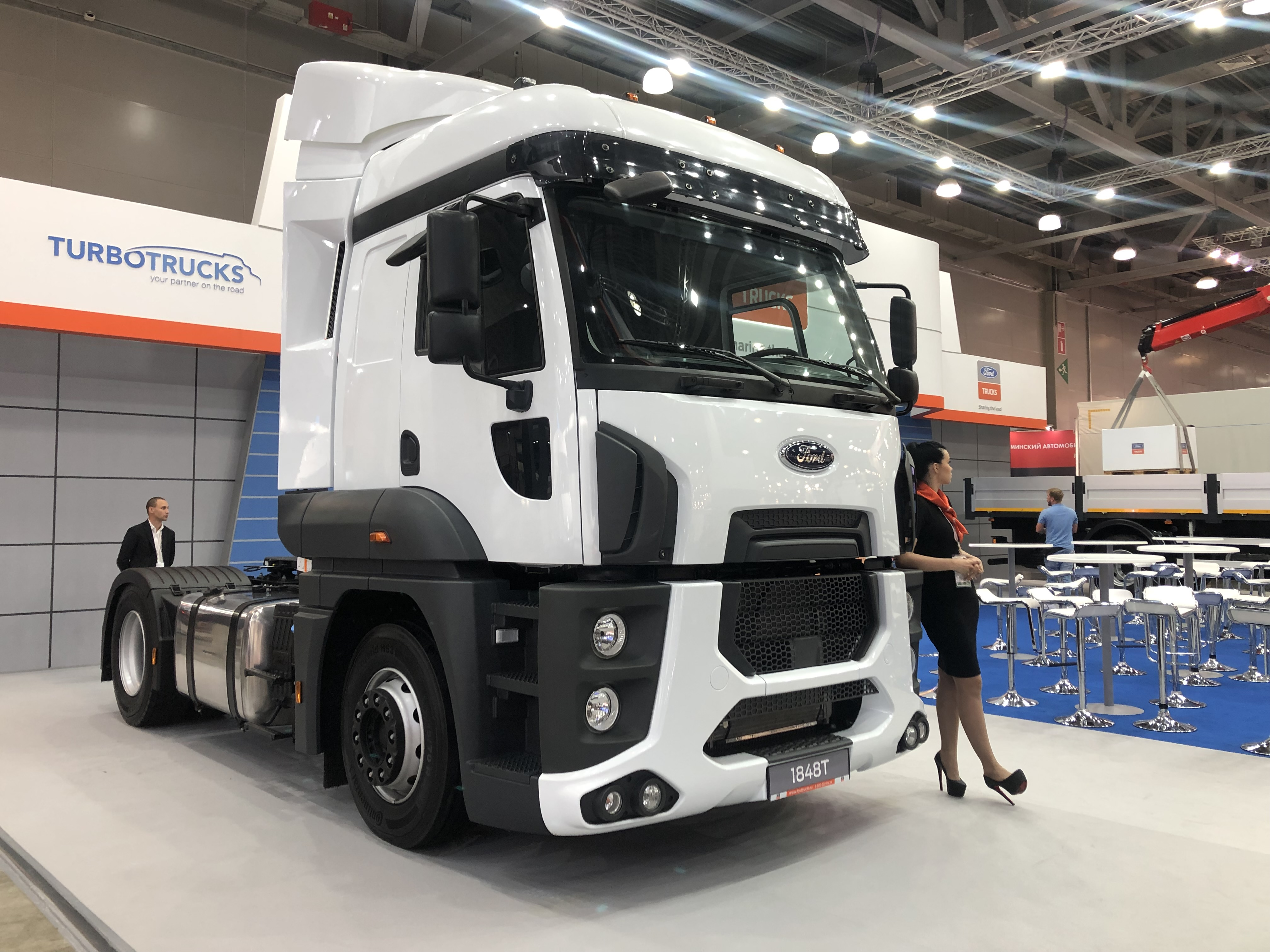
Ford Trucks 1848T (2016 — н.в.)

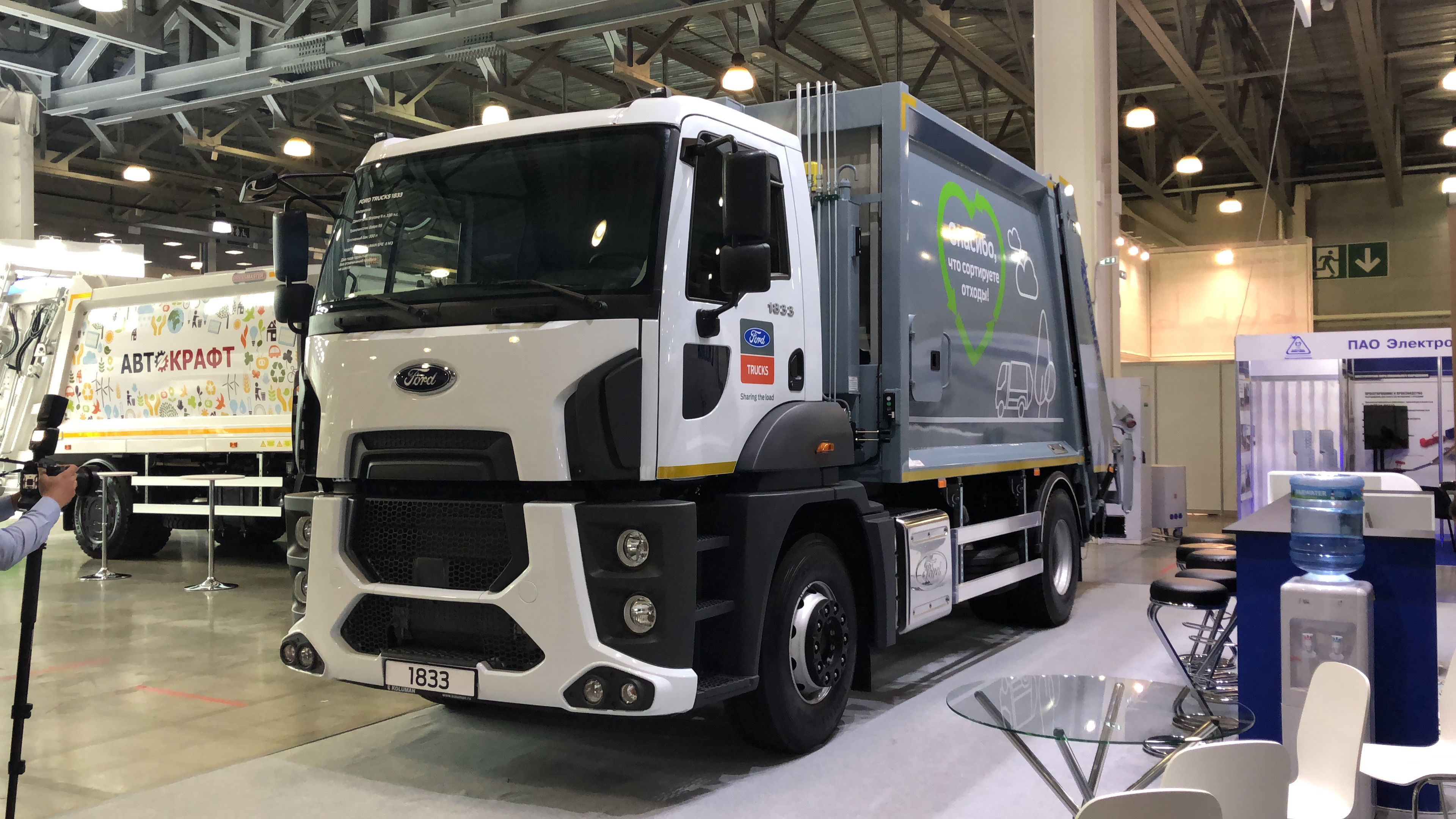
Ford Trucks 1833 (2016 — н.в.)